# ماساتوشی هامادا
ماساتوشی هامادا (انگلیسی: Masatoshi Hamada؛ زادهٔ ۱۱ مهٔ ۱۹۶۳) صداپیشه، خواننده، کمدین، و بازیگر اهل ژاپن است.